# Upper Frederick Township (comté de Montgomery, Pennsylvanie)
Pour les articles homonymes, voir Upper Frederick Township.
Upper Frederick Township est un township du comté de Montgomery, en Pennsylvanie, aux États-Unis.